# Trioceros hanangensis
Espèce
Statut de conservation UICN

 NT  : Quasi menacé
Statut CITES
Trioceros hanangensis est une espèce de sauriens de la famille des Chamaeleonidae.

## Répartition
Cette espèce est endémique du mont Hanang en Tanzanie.

## Étymologie
Son nom d'espèce, composé de hanang et du suffixe latin -ensis, « qui vit dans, qui habite », lui a été donné en référence au lieu de sa découverte.

## Publication originale
- Krause & Böhme, 2010 : A new chameleon of the Trioceros bitaeniatus complex from Mt. Hanang, Tanzania, East Africa (Squamata: Chamaeleonidae). Bonn zoological Bulletin, vol. 57, n. 1, p. 19-29 (texte intégral).